# Ким Чханхи
Ким Чханхи (кор. 김창희?, 金昌熙?, 14 февраля 1921 — 18 января 1990) — южнокорейский тяжелоатлет, призёр Олимпийских игр, чемпион Азиатских игр.

## Биография
Родился в 1921 году. В 1948 году занял 6-е место на Олимпийских играх в Лондоне. В 1952 году занял 4-е место на Олимпийских играх в Хельсинки. В 1954 году завоевал золотую медаль Азиатских игр. В 1956 году стал бронзовым призёром Олимпийских игр в Мельбурне.